# اوکرگلیتسا (استان اشوی‌داشکسیه)
اوکرگلیتسا (به لهستانی: Okręglica) یک منطقهٔ مسکونی در لهستان است که در گمینا سادوویه واقع شده‌است.